# Olympische Sommerspiele 2012/Gewichtheben – Schwergewicht (Männer)
Das Gewichtheben der Männer in der Klasse bis 105 kg (Schwergewicht) bei den Olympischen Spielen 2012 in London fand am 6. August 2012 im ExCeL Exhibition Centre statt. Es traten 17 Sportler aus 14 Ländern an.
Der Wettbewerb bestand aus zwei Teilen: Reißen (Snatch) und Stoßen (Clean and Jerk). Die Teilnehmer traten in zwei Gruppen zuerst im Reißen an, bei dem sie drei Versuche hatten. Wer ohne gültigen Versuch blieb, schied aus. Im Stoßen hatte wieder jeder Starter drei Versuche. Der Sportler mit dem höchsten zusammenaddierten Gewicht gewann. Im Falle eines Gleichstandes gab das geringere Körpergewicht den Ausschlag.

## Titelträger
| Weltmeister   | Reißen    | Chadschimurat Akkajew | 198 kg | WM 2011 in Paris |
| Weltmeister   | Stoßen    | Chadschimurat Akkajew | 232 kg | WM 2011 in Paris |
| Weltmeister   | Zweikampf | Chadschimurat Akkajew | 430 kg | WM 2011 in Paris |
| Olympiasieger | Zweikampf | Andrej Aramnau        | 436 kg | Peking 2008      |

## Bestehende Rekorde
| Weltrekord    | Reißen    | Andrej Aramnau    | 200 kg | Peking, China      | 18. August 2008   |
| Weltrekord    | Stoßen    | Dawid Bedschanjan | 238 kg | Belgorod, Russland | 17. Dezember 2011 |
| Weltrekord    | Zweikampf | Andrej Aramnau    | 436 kg | Peking, China      | 18. August 2008   |
| Olympiarekord | Reißen    | Andrej Aramnau    | 200 kg | Peking, China      | 18. August 2008   |
| Olympiarekord | Stoßen    | Andrej Aramnau    | 236 kg | Peking, China      | 18. August 2008   |
| Olympiarekord | Zweikampf | Andrej Aramnau    | 436 kg | Peking, China      | 18. August 2008   |

## Zeitplan
- Gruppe A: 6. August 2012, 15:30 Uhr
- Gruppe B: 6. August 2012, 19:00 Uhr

## Endergebnis
| Platz | Athlet                | Land        | Gruppe | Körper- gewicht | Reißen (kg) | Reißen (kg) | Reißen (kg) | Reißen (kg) | Stoßen (kg) | Stoßen (kg) | Stoßen (kg) | Stoßen (kg) | Gesamt |
| Platz | Athlet                | Land        | Gruppe | Körper- gewicht | 1           | 2           | 3           | Ergebnis    | 1           | 2           | 3           | Ergebnis    | Gesamt |
| ----- | --------------------- | ----------- | ------ | --------------- | ----------- | ----------- | ----------- | ----------- | ----------- | ----------- | ----------- | ----------- | ------ |
| 1     | Navab Nasirshelal     | Iran        | A      | 104,41          | 183         | 183         | 184         | 184         | 222         | 227         | 229         | 227         | 411    |
| 2     | Bartłomiej Bonk       | Polen       | A      | 104,01          | 185         | 188         | 190         | 190         | 219         | 220         | 225         | 220         | 410    |
| 3     | Ivan Efremov          | Usbekistan  | A      | 103,83          | 175         | 179         | 183         | 183         | 213         | 218         | 225         | 218         | 401    |
| 4     | Ahed Joughili         | Syrien      | A      | 104,98          | 172         | 180         | 184         | 180         | 215         | 218         | 225         | 218         | 398    |
| 5     | Artūrs Plēsnieks      | Lettland    | B      | 103,69          | 167         | 171         | 175         | 175         | 208         | 215         | 225         | 215         | 390    |
| 6     | Jorge Arroyo          | Ecuador     | B      | 103,96          | 175         | 180         | 185         | 185         | 200         | 200         | 208         | 200         | 385    |
| 7     | Jürgen Spieß          | Deutschland | B      | 104,45          | 167         | 172         | 175         | 172         | 197         | 202         | 214         | 202         | 374    |
| 8     | Serhij Tahirow        | Ukraine     | B      | 104,72          | 166         | 171         | 174         | 174         | 200         | 207         | 208         | 200         | 374    |
| 9     | Martin Tešovič        | Slowakei    | B      | 104,19          | 162         | 167         | 170         | 167         | 190         | 196         | 196         | 196         | 363    |
| 10    | Alexander Saitschikow | Kasachstan  | B      | 104,74          | 155         | 165         | 165         | 155         | 195         | 201         | 205         | 205         | 360    |
| 11    | Jorge García          | Chile       | B      | 104,41          | 150         | 150         | 161         | 150         | 191         | 191         | 191         | 191         | 341    |
| 12    | Walid Bidani          | Algerien    | B      | 101,45          | 160         | 160         | 165         | 160         | 180         | 180         | 180         | 180         | 340    |
| —     | Gia Machavariani      | Georgien    | A      | 103,86          | 185         | 185         | 185         | 185         | 220         | 220         | 225         | —           | DNF    |
| —     | Kim Hwa-seung         | Südkorea    | A      | 104,55          | 178         | 178         | 178         | —           | —           | —           | —           | —           | DNF    |
| —     | Marcin Dołęga         | Polen       | A      | 104,01          | 190         | 190         | 190         | —           | —           | —           | —           | —           | DNF    |
| 1     | Oleksij Torochtij     | Ukraine     | A      | 104,31          | 185         | 190         | 190         | 185         | 222         | 226         | 227         | 227         | DSQ    |
| 4     | Ruslan Nurudinov      | Usbekistan  | A      | 102,04          | 184         | 188         | 190         | 184         | 220         | 226         | 226         | 220         | DSQ    |

- Der amtierende Welt- und Europameister Chadschimurat Akkajew aus Russland musste wegen einer Rückenverletzung absagen. Auch sein Landsmann Dmitri Klokow sagte aus medizinischen Gründen ab.
- Der Pole Marcin Dołęga, ehemaliger Weltrekordler im Reißen, schied nach drei Fehlversuchen im Reißen aus.
- Das Siegesgewicht im Zweikampf bei diesem Wettbewerb hätte in den letzten drei olympischen Wettkämpfen nicht für eine Medaille gereicht.
- Die Goldmedaille für Navab Nasirshelal war die erste Medaille eines Iraners in dieser Gewichtsklasse.
- Der ursprüngliche Olympiasieger Oleksij Torochtij wurde am 10. Dezember 2019 wegen Dopings disqualifiziert.[1]
- Der Usbeke Ruslan Nurudinov wurde im Mai 2019 disqualifiziert, da auch er gegen die Anti-Doping-Regeln verstoßen hatte.[2]
- Am 25. November 2020 wurden die Medaillen neu zugeteilt, sodass dem ursprünglich auf Rang fünf platzierten Ivan Efremov die Bronzemedaille zugesprochen wurde.[3]

## Bildergalerie

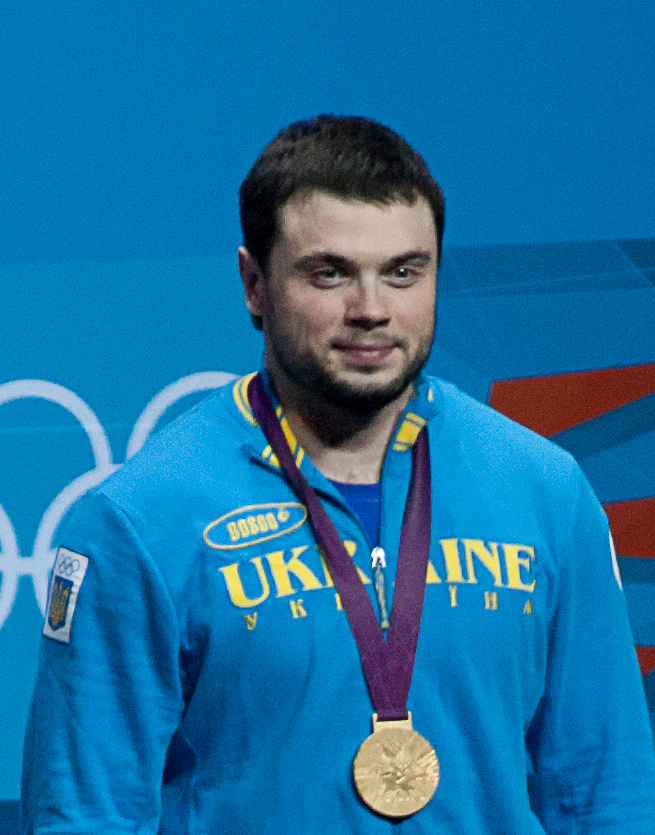
Der vermeintliche Olympiasieger Oleksij Torochtij (UKR)
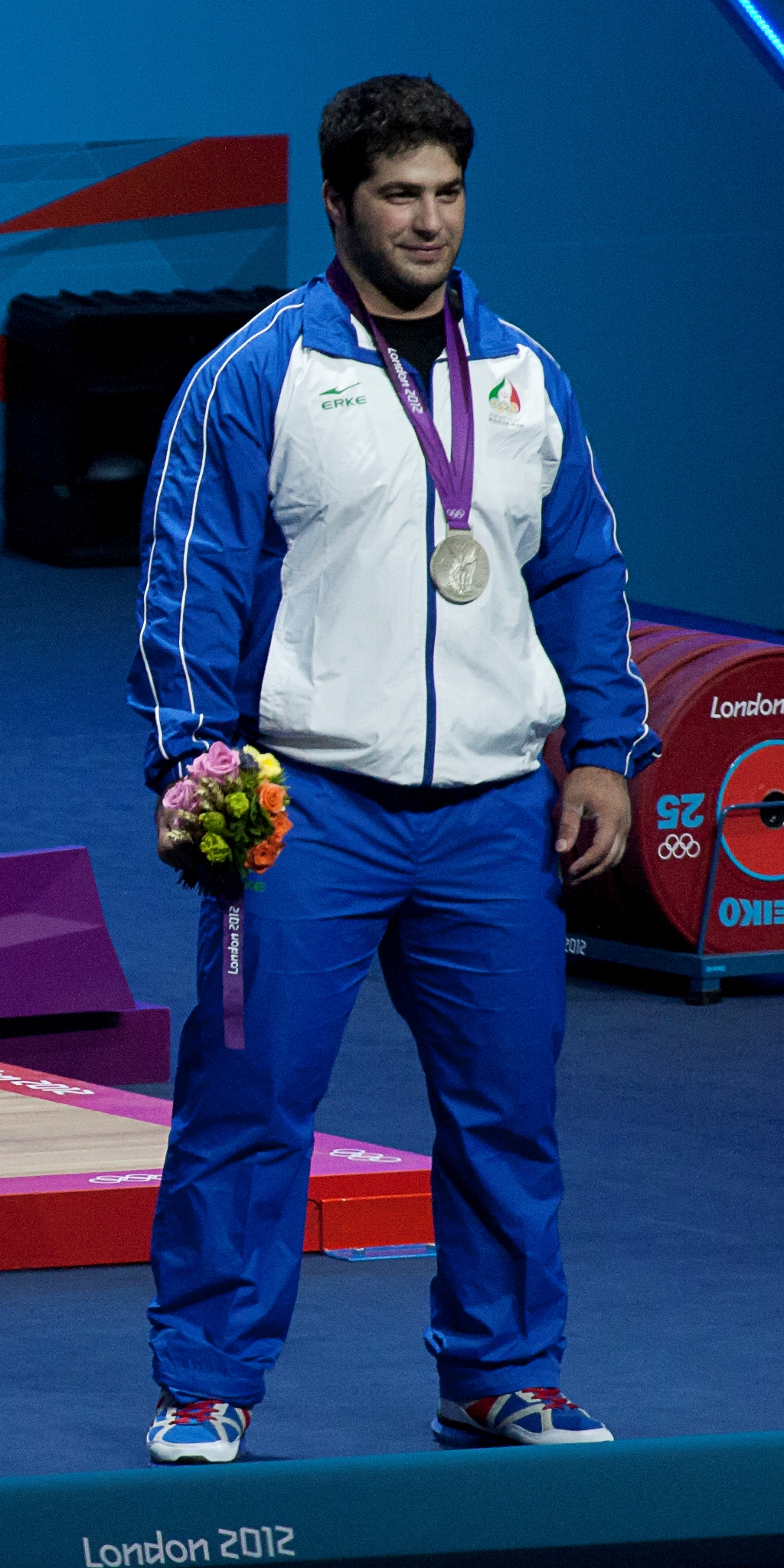
Navab Nasirshelal (IRI) gewinnt nachträglich Gold
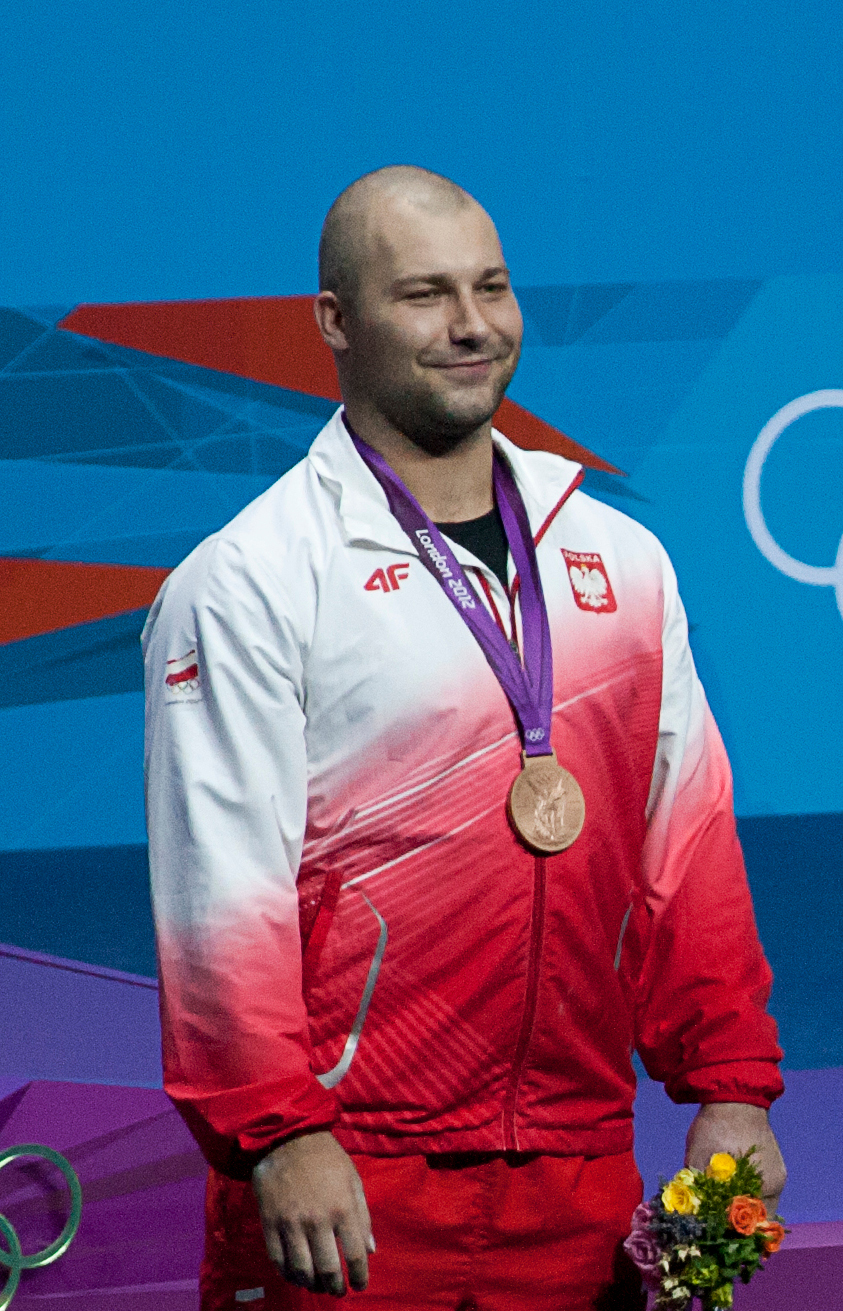
Bartłomiej Bonk (POL) gewinnt nachträglich Bronze
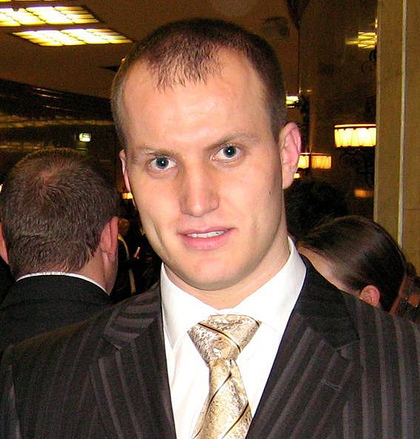
Marcin Dołęga (POL) scheidet nach drei Fehlversuchen im Reißen aus